# Ansprand
Ansprand (ital.: Ansprando; veraltet Asprand; * 660/661; † 712) war im Jahr 712 drei Monate lang König der Langobarden.

## Leben

### Regentschaft für den Agilolfinger Liutpert (700–701)
König Cunincpert starb im Jahr 700, das Reich überließ er seinem minderjährigen Sohn Liutpert unter dessen Vormund Ansprand, „virum sapientem et inlustrem“, wie Paulus Diaconus in seiner Historia Langobardorum berichtet (liber VI, 17). Diese Historia ist die bei Weitem wichtigste erzählende Quelle für das gesamte Langobardenreich bis zum Jahr 744.
Gegen diese Thronfolgeregelung erhob sich acht Monate nach dem Tod Cunincperts Raginpert, der Herzog von Turin, der sich gegen Ansprand in der Schlacht bei Novara durchsetzte. Zwar starb Raginpert, der gleichfalls der herrschenden Dynastie der Agilolfinger angehörte, bereits im folgenden Jahr 701, doch wurde daraufhin dessen Sohn Aripert II. König (Historia Langobardorum VI, 18–19). Er blieb bis zum Jahr 712 König der Langobarden und residierte in Pavia.

### Niederlage gegen Aripert II. und Flucht nach Bayern (701)
In der Schlacht bei Ticinum (Pavia) besiegte Aripert II. das Heer König Liutperts, das von Ansprand, Ato, Tatzo, Rotharit und Farao geführt wurde, und nahm Liutpert gefangen (VI, 18). Ansprand floh zunächst auf die Isola Comacina, die Insel im Comersee, wo er sich verschanzte. Als Ariperts Heer anrückte floh Ansprand über Clavenna (Chiavenna), den Splügenpass und Curia (Chur) zu Theudebert an den bairischen Hof (VI, 21). Der junge Liutpert wurde 703 von Aripert als potenzieller Thronrivale ermordet (VI, 20).
Doch zunächst traf Ansprands Familie die Rache Ariperts: Seinem Sohn Sigiprand wurden die Augen ausgestochen, seiner Frau Theodora und seiner Tochter Aurona wurden Nase und Ohren abgeschnitten, lediglich Ansprands kleiner Sohn Liutprand durfte zu seinem Vater ins Exil (VI, 22). Diese Arten der Verstümmelung und Entstellung wurden in Byzanz häufig angewandt, um Thronprätendenten endgültig von der Erbfolge auszuschließen.

### Rückkehr, Tod Ariperts und Ende der Agilolfingerdynastie, Königsherrschaft (712)
Der bairische Herzog Theudebert, wie die langobardischen Könige ein Agilolfinger, beherbergte Ansprand neun Jahre im Exil und unterstützte ihn nach Kräften. Im Jahr 712 stellte er ihm ein Heer zur Verfügung, mit dem Ansprand über die Alpen zog (VI, 30). Bei Pavia kam es zur Schlacht. Diese war offenbar noch nicht entschieden, da setzte sich Aripert abends von seinem Heer ab, um die Nacht im Palast zu Pavia zu verbringen. Das Heer fühlte sich verraten und meuterte. Aripert floh aus Pavia und ertrank im Ticinus, den er mit Schätzen beladen durchschwimmen wollte. Ansprand konnte seine Nachfolge unangefochten antreten (VI, 35).
Er überlebte seinen Sieg über Aripert aber nur um drei Monate. In einigen Manuskripten der Origo Gentis Langobardorum erscheint eine Herrschaftsdauer von drei Jahren, doch wird diesen Angaben keinerlei Verlässlichkeit zuerkannt.
Beigesetzt wurde Ansprand in der von ihm gegründeten Hadrianskapelle in Pavia. Sein Epitaph lobte ihn, wie es auch Paulus Diaconus darstellte, in den höchsten Tönen. Nach ihm war er ein für alle herausragender (adliger) Mann, dessen Weisheit kaum jemand gleichkam („vir per omnia egregius et cuius sapientiae rari aequandi sunt“).
Nachfolger wurde sein jüngster Sohn Liutprand. Trotz des seit geraumer Zeit herrschenden Widerstands gegen jede Königserhebung seit Cunincpert († 700) erfolgte diese Nachfolgeregelung reibungslos.

### Lexikoneinträge
- Herbert Zielinski: Ansprand. In: Lexikon des Mittelalters (LexMA). Band 1. Artemis & Winkler, München/Zürich 1980, ISBN 3-7608-8901-8, Sp. 691.
- Hanno Helbling: Ansprando, re dei Longobardi, in: Dizionario Biografico degli Italiani 3 (1961) 425–427.

### In Überblicksdarstellungen
- Stefan Esders: Die Langobarden. Geschichte und Kultur, C. H. Beck, München 2023, S. 81.
- Walter Pohl, Peter Erhart: Die Langobarden. Herrschaft und Identität, Verlag der Österreichischen Akademie der Wissenschaften, Wien 2005, S. 90, 373 f., 377, 542, 545.
- Fabio Carminati, Andrea Mariani: Isola Comacina e Isola Comense : una storica con-fusione di identità, in: Nuova Rivista Storica 100 (2016) 13–72.

### Ältere Werke
- Ludo Moritz Hartmann: Geschichte Italiens im Mittelalter, Bd. II Teil 2, Perthes, Gotha 1903, S. 122ff.
- Thomas Hodgkin: Italy and her Invaders, Bd. VI, Oxford 1895.